# Zamaski Dol
Zamaski Dol (en italien : Valle di Zumesco) est une localité de Croatie située en Istrie, dans la municipalité de Pazin, dans le comitat d'Istrie. En 2001, la localité comptait 60 habitants.

## Démographie
| 1948 | 1953 | 1961 | 1971 | 1981 | 1991 | 2001 |
| ---- | ---- | ---- | ---- | ---- | ---- | ---- |
| 246  | 238  | 191  | 135  | 86   | 81   | 60   |